# Andreas von Bülow

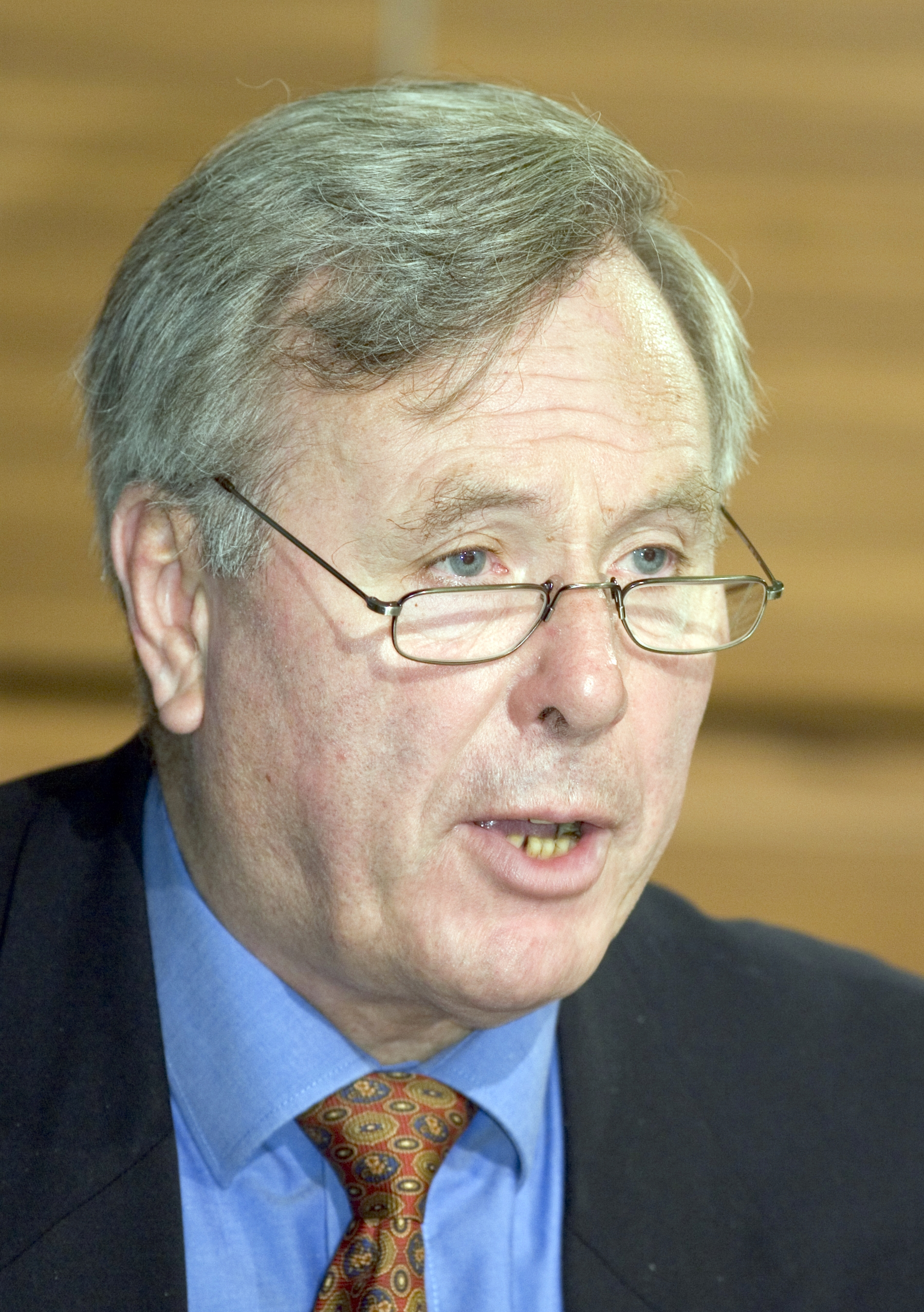
Andreas von Bülow

Andreas von Bülow (Dresden, 17 juli 1937) is een Duits publicist en oud-politicus namens de SPD.
De uit de adellijke familie Von Bülow stammende Andreas von Bülow is een gepromoveerde jurist. Van 1969 tot 1994 was hij lid van de Bondsdag, van 1976 tot 1980 staatssecretaris van Defensie en van 1980 tot 1982 minister van Onderzoek en Technologie.
Na zijn politieke loopbaan heeft hij zich toegelegd op het schrijven van politieke werken, met name over geheime dienstzaken. Bekend is zijn boek uit 2003 over de terreuraanslag op de Twin Towers in New York, waarin hij het eindrapport over de aanslag bekritiseert. Critici verwijten hem zich daarbij over te geven aan complottheorieën.

## Werken
- Das Bülow-Papier. Strategie vertrauenschaffender Sicherheits-Strukturen in Europa Wege zur Sicherheits-Partnerschaft, Eichborn Verlag, Frankfurt am Main 1985, ISBN 3-821-81050-5
- Im Namen des Staates, Piper Verlag GmbH, München 2000, ISBN 3492230504
- Die CIA und der 11. September, Piper Verlag GmbH, München 2003, ISBN 3-492-04545-6
- DVD: Die Lügen um 9/11, Kai Homilius Verlag, Berlijn 2009, ISBN 978-3-89706-204-7

- Biblioteca Nacional de España: XX1777808
- Gemeinsame Normdatei: 120516004
- International Standard Name Identifier: 0000 0001 1673 2626
- Library of Congress Control Number: n82148826
- MusicBrainz: 0f8bbca5-0429-4629-89bf-56150e845a98
- Nationale Bibliotheek van Israël: 987007273730705171
- Nationale Bibliotheek van Polen: a0000001913623
- Nederlandse Thesaurus van Auteursnamen: 071458123
- Système universitaire de documentation: 083622632
- Virtual International Authority File: 74685888
- WorldCat: E39PBJhmJB8QCGywdYgQHM9VYP